# Feira da Ladra
La Feira da Ladra (que podría traducirse como Feria de la Ladrona) es un mercadillo o mercado de pulgas que funciona regularmente en la plaza Campo de Santa Clara y sus inmediaciones, en el barrio Alfama de Lisboa (Portugal), desde el siglo XIII. Los vendedores ofrecen en el mercado a cielo abierto diversos objetos, principalmente mercadería usada o antigüedades, aunque también pueden comprarse artículos nuevos como artesanías y azulejos.

## Historia

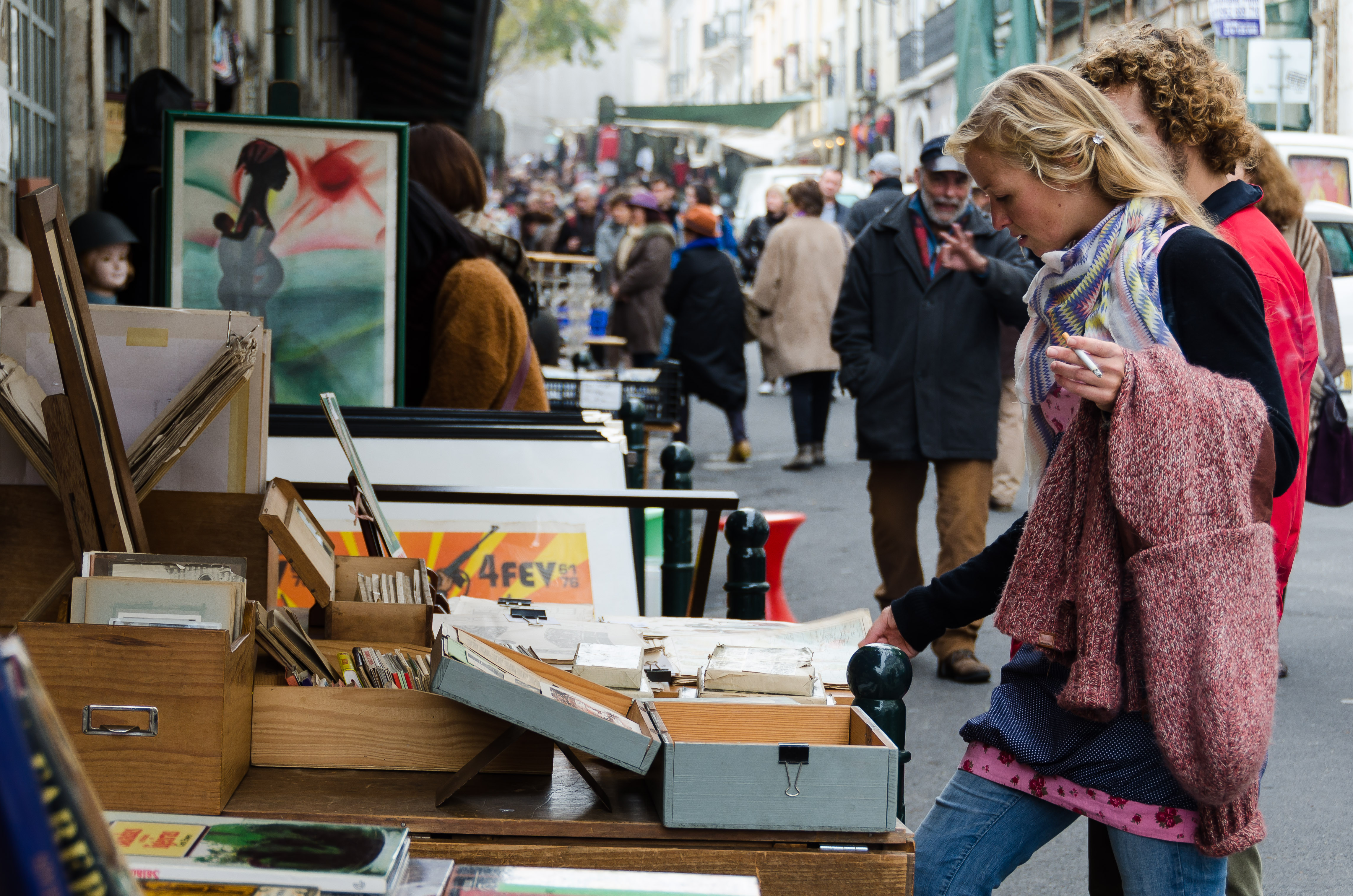
Puesto de libros.

Las primeras referencias al mercadillo aparecen en 1272, con la posible instalación de la feria en la actual Costa do Castelo, en cercanías del Castillo de San Jorge. Se tiene constancia de una primera mudanza a la Plaza de Rossio en 1552 y en 1610 recibe oficialmente su denominación actual. Más tarde se trasladaría a diversos puntos de la ciudad, como en la Plaza de la Alegría, cerca de la Avenida da Liberdade (en 1823), Campo de Santana (hoy Campo de los Mártires de la Patria, en 1835) y finalmente Campo de Santa Clara (en 1882), donde se establece definitivamente.
Hasta 1903 funcionaba solamente los martes, y muchos de los mismos vendedores se instalaban los sábados en Mercado de São Bento. Desde entonces, ambos días la feria se realiza en Campo de Santa Clara y sus alrededores, comenzando junto al Arco de San Vicente.

## Toponimia
Si bien la versión más extendida es la del investigador Alberto Pimenta que indica que el nombre obedece a que desde sus inicios se utilizó para poner a la venta artículos robados (ladra significa ladrona en portugués), otros historiadores y periodistas (como Augusto Pinho Leal y Ribeiro Guimarães) sostienen que la Feira da Ribeira podría ser la antecesora del mercadillo, por lo que la expresión Ladra derivaría del término en portugués antiguo lada, que significaba margen de un río.
Otra hipótesis señala que la etimología proviene de un insecto conocido como ladro, que podía encontrarse entre las antigüedades.

## Artículos en venta
Como en cualquier mercadillo europeo (al estilo de El Rastro madrileño) se pueden conseguir prendas nuevas y usadas así como artesanías y antigüedades, pero se distingue por conservar la vieja costumbre de ofrecer objetos de segunda mano y curiosidades varias. Los vendedores ofrecen en improvisados exhibidores o directamente sobre mantas extendidas en el suelo desde discos de vinilo, libros, azulejos y cerámicos decorados a mano hasta ropa, artesanías, joyas, muebles antiguos, artículos decorativos usados, objetos de coleccionistas como relojes o cámaras fotográficas antiguas y elementos militares.

## Funcionamiento
Se puede llegar hasta la Feira de Ladra con los autobuses 712 y 734, el tranvía 28E y la línea Azul del metro (estación Santa Apolónia).
Funciona todos los martes y sábados, desde primera hora de la mañana y hasta después de las 17 en verano, reduciendo su horario en invierno en relación directa con las condiciones meteorológicas. Los vendedores deben estar inscriptos en la Cámara Municipal de Lisboa para instalarse en la feria.